# Finnischer Fußballpokal 1980
Der Finnische Fußballpokal 1980 (finnisch Suomen Cup 1980) war die 26. Austragung des Finnland|finnischen Pokalwettbewerbs. Er wurde vom finnischen Fußballverband ausgetragen. Das Finale fand am 19. Oktober 1980 im Olympiastadion Helsinki statt.
Pokalsieger wurde Kotkan Työväen Palloilijat. Das Team setzte sich im Finale gegen Haka Valkeakoski mit 3:2 durch und qualifizierte sich damit für den Europapokal der Pokalsieger. Titelverteidiger Ilves Tampere war in der 7. Runde gegen den späteren Finalisten ausgeschieden.
Alle Begegnungen wurden in einem Spiel ausgetragen. Bei unentschiedenem Ausgang wurde das Spiel um zweimal 15 Minuten verlängert. Stand danach kein Sieger fest, folgte ein Elfmeterschießen.

## Teilnehmende Teams
Die Teilnahme war freiwillig. Insgesamt 290 Mannschaften hatten für den Pokalwettbewerb gemeldet. In der Qualifikation starteten 20 Teams. In der zweigeteilten 1. Runde nahmen einerseits 256 Teams der unteren Ligen sowie separat 24 Vereine der ersten und zweiten Liga teil. Deren Sieger stiegen erst wieder in der 7. Runde ein.

## Qualifikation
|                        | Ergebnis   |                          |
| ---------------------- | ---------- | ------------------------ |
| Pusta AC Helsinki      | 0:4        | Kontulan Urheilijat      |
| Nateva Nurmijärvi      | 0:4        | Keravan Pallo-75         |
| Katajanokan Urheilijat | 6:0        | P-SV Helsinki            |
| Meisseli Helsinki      | 4:2        | Helsingin Kullervo       |
| Porin Pallo Pojat      | 5:1        | Valkealan Kajo           |
| Turun Jyry             | 0:7        | Hirvensalon Heitto       |
| Fram Saltvik           | kampflos 1 | IF Finströms Kamraterna  |
| Ristiinan Urheilijat   | 2:3 n. V.  | Kangasniemen Palloilijat |
| Vaasan Kylteriveljet   | 4:3        | Tornion Palloveikot      |
| Kajaanin Palloilijat   | 2:0        | Pyhännän Palloseura      |

## 1. Runde
|                                 | Ergebnis              |                               |
| ------------------------------- | --------------------- | ----------------------------- |
| Mestaruussarja und I divisioona |                       |                               |
| Ilves Tampere                   | 3:1                   | Oulun Palloseura              |
| Gamlakarleby BK                 | 0:1                   | Vasa IFK                      |
| HJK Helsinki                    | 1:0                   | Grankulla IFK                 |
| FC Honka Espoo                  | 0:8                   | Haka Valkeakoski              |
| FF Jaro                         | 3:3 n. V. (4:2 i. E.) | Kokkolan Palloveikot          |
| Kuopion Pallotoverit            | 3:0                   | Kuopion PS                    |
| Mikkelin Pallo-Kissat           | 0:1                   | Mikkelin Palloilijat          |
| Myllykosken Pallo -47           | 4:6                   | Kotkan Työväen Palloilijat    |
| Turun Pyrkiä                    | 0:2                   | Turkun PS                     |
| Lahden Reipas                   | 3:6 n. V.             | Kuusysi Lahti                 |
| Rovaniemi PS                    | 3:0                   | Oulun Työväen Palloilijat     |
| Sepsi-78 Seinäjoki              | 6:3                   | Rauman Pallo                  |
| Andere Clubs                    |                       |                               |
| Karjalohja Urheilijat           | 0:5                   | BK-46 Karis                   |
| By Night Hanko                  | 2:1                   | Ekenäs IF                     |
| Nummen Hukat                    | 1:3                   | Karkkilan Urheilijat          |
| Topparit Lohja                  | 1:3                   | Lohjan Pallo                  |
| Hyvinkään Apollo                | 1:2                   | Tuusulan Palloseura           |
| Järvenpään PS                   | 3:1                   | Hyvinkään Palloseura          |
| Tikkurilan PS                   | 1:0                   | PK-50 Vantaa                  |
| Vantaan Pallo-70                | 5:1                   | Leppävaaran Pallo             |
| HiVi Helsinki                   | 1:6                   | Porvoon Sakta Farten          |
| Porvoon Weikot                  | 10:00                 | ÅIF Helsinki                  |
| Kallion PS                      | 1:5                   | FC Kiffen 08 Helsinki         |
| Pohjois-Haagan Urheilijat       | 3:1                   | Kontulan Urheilijat           |
| Kellokosken Alku                | 1:3                   | Keravan Pallo-75              |
| IF Sibbo-Vargarna               | 0:1                   | Porvoon Akilles               |
| Karakallion Pallo               | 2:3 n. V.             | Team Grani Kauniainen         |
| Peipparit Espoo                 | 3:2                   | Esbo BK                       |
| Käpylän Urheilu-Veikot          | 1:2                   | Botnia Helsinki               |
| Liffen Helsinki                 | 02:11                 | Helsingin Palloseura          |
| Trikiinit Helsinki              | 2:5                   | Toukolan Teräs                |
| IF Gnistan                      | 5:2                   | Irrottelijat Helsinki         |
| Drumsö IK Dicken                | 0:2                   | FinnPa Helsinki               |
| Helsingin Ajaks                 | 0:3                   | Katajanokan Urheilijat        |
| Kampin Pallo-50                 | 1:1 n. V. (2:1 i. E.) | Suurmetsän Urheilijat         |
| Herttoniemen Toverit            | 3:3 n. V. (4:3 i. E.) | FC Viikingit                  |
| Arsenal Helsinki                | 0:4                   | Meisseli Helsinki             |
| Helsingin Ponnistus             | 0:2                   | Makkabi Helsinki              |
| Helsingin Pallo-Pojat           | 1:4                   | Malmin Palloseura             |
| PK-35 Helsinki                  | 5:0                   | Helsingfors IFK               |
| Jalkaväki Helsinki              | 02:13                 | Töölön Vesa                   |
| Huopalahden Hurjat              | 4:1                   | Hermannin Pallo               |
| Pellon Toverit                  | 0:2                   | Puotinkylän Valtti            |
| Käpylän Pallo                   | 7:0                   | Laajasalon Palloseura         |
| Turun Ponteva                   | 1:5                   | Salon Vilpas                  |
| Piikkiön Palloseura             | 2:3                   | Turun Toverit                 |
| Lamex Pallo Laitila             | 0:1 n. V.             | Uudenkaupungin Roima          |
| ÅIFK Turku                      | 2:1                   | Paimion Haka                  |
| Nakkilan Nasta                  | 0:3                   | Hakrit Rauma                  |
| Pihlavan Tyoväen Urheilijat     | 0:4                   | Musan Salama                  |
| Porin Pallo-Toverit             | 1:0                   | Porin Ässät                   |
| Paliseor Rauma                  | 4:3                   | Porin Pallo Pojat             |
| Turun Teräs                     | 0:1                   | Veijarit Turku                |
| Hirvensalon Heitto              | 8:1                   | Naantalin VG-62               |
| Jomala IK                       | 1:4                   | IFK Mariehamn                 |
| IF Östernäskamraterna           | 4:2                   | IF Finströms Kamraterna       |
| Turun Pallo                     | 1:3                   | Mynämäen Pallo -53            |
| Kaarinan Pojat                  | 5:0                   | Taalintehtaan Jäntevä         |
| Pargas IF                       | 1:0 n. V.             | Turun Weikot                  |
| Raision Palloseura              | 2:1                   | Littoinen Työväen Urheilijat  |
| Viialan Peli-Veikot             | 4:0                   | Ahtialan Pallo                |
| Lahden Sampo                    | 1:0                   | Pirkkalan Viri                |
| Tahmelan Vesa                   | 0:6                   | Kissalan Pojat Tampere        |
| Tampereen Pallo-Veikot          | 1:2                   | PP-70 Tampere                 |
| Vammalan Palloseura             | 3:5 n. V.             | Epilän Esa Tampere            |
| Messukylän Toverit              | 0:1                   | Tampereen Kisa-Toverit        |
| RRR Tampere                     | 1:0                   | Ilves-Pallo Tampere           |
| Nokian Pyry JK                  | 2:0                   | Hirsilän Pyrkivä              |
| Mäntsälän Urheilijat            | 0:4                   | Orimattilan Pedot             |
| Tervakosken Pato                | 2:1                   | Janakkalan Pallo              |
| Pielaveden Sampo                | 0:3                   | Lahden Palloseura             |
| Lahden Peli-Veikot              | 2:1                   | Nastolan Nopsa                |
| Loimaan Palloseura              | 1:3                   | Urjalan Palloseura            |
| Säynätsalon Riento              | 1:5                   | PS-44 Valkeakoski             |
| Iittalan Pallo                  | 0:5                   | Toijalan Pallo -49            |
| Hämeenlinnan Pallokerho         | 4:2                   | Riihimäen Palloseura          |
| Haapamäen Pallo-Pojat           | 0:8                   | Äänekosken Huima              |
| Jyväskkylän Pyöräilyseura       | 4:5                   | Blue Eyes Jyväskylä           |
| Säynäsalon Riento               | 2:2 n. V. (3:4 i. E.) | Jämsän Pallo                  |
| Jyväskylän Palloilijat-77       | 1:0                   | JYPPI Jyväskylä               |
| Sundom IF                       | 1:3                   | BK-48 Vaasa                   |
| Lapuan Virkiä                   | 3:1                   | Littoisten Työväen Urheilijat |
| Jänsänkosken Ilves              | 7:0                   | Kuoreveden Pallo 56           |
| Korkeakosken Kisa-Urhot         | 1:3                   | Mänttän Valo                  |
| Savon Pallo                     | 2:1 n. V.             | Warkauden TP                  |
| Warkauden Pallo -35             | 4:1                   | Sorsakosken Urheilijat        |
| Suonenjoen Pallo -52            | 9:1                   | E-KIlves Tampere              |
| Kuopion Elo                     | 1:0                   | Päivärannan Pallo             |
| Outokumpu Vesa                  | 2:3                   | Karelian Pallo                |
| Ilomantsin Pallo-75             | 5:3                   | Lehmon Pallo-77               |
| Joensuun Palloseura             | 2:4                   | Joensuun Pelitoverit          |
| Juuan Palloseura                | 5:2                   | Kevätniemen Kehä              |
| Uus-Lavolan Peli-Pojat          | 0:6                   | Ylämaan Pyrkijät              |
| Luumäen Pojat                   | 0:1                   | Simpeleen Urheilijat          |
| Joutsenon Kullervo              | 5:2                   | Joutseno Kataja               |
| Estura Savonlinna               | 7:1                   | Salon Palloilijat             |
| Vaajakosken Pallo               | 2:1                   | Jyväskylän Pallokerho         |
| Porrassalmen Urheilijat -62     | 7:0                   | Kangasniemen Palloilijat      |
| Pamaus Vihtavuori               | 1:5                   | Palokan Riento                |
| Suolahden Urho                  | 7:2                   | Vaajakosken Kuohu             |
| Kausalan Yritys                 | 2:6                   | Kajastus Kapiainen            |
| Sudet Kouvola                   | 3:2                   | Voikkaan Pallo-Peikot         |
| Lahden Työväen Palloilijat      | 0:8                   | Seiskat Lahti                 |
| Heinolan Palloilijat-47         | 5:4 n. V.             | Mukkulan Pallo Lahti          |
| Kajaanin Hokki                  | 0:3                   | Mussalon Oras                 |
| Haminan Pallo-Kissat            | 4:0                   | Atomit Loviisa                |
| Loviisan Tor                    | 1:0                   | Kotkan Peli-Karhut            |
| Kotkan PS                       | 2:2 n. V. (5:3 i. E.) | Kotkan Jäntevä                |
| Ihme Kemi                       | 5:1                   | Tornion Wentit                |
| Vastus Kemi                     | 0:6                   | Karihaaran Tenho              |
| Keminmaan Pallo                 | 00:11                 | Kemin Palloseura              |
| Valistus Kaakamo                | 0:9                   | Kemin Into                    |
| Tornion Pallo -47               | 2:1                   | Vaasan Kylteriveljet          |
| Tervolan Palloseura             | 0:9                   | Rovaniemen Pallo              |
| Isokylän Pallo-Pojat            | 6:0                   | Pellon Ponsi                  |
| Rovaniemen Reipas               | 4:0                   | Kontio Kolari                 |
| Iisalmen Pallo-Veikot           | 1:0                   | Ristiinan Urheilijat          |
| Kalliosuon Sisu                 | 3:4                   | Pallo-Kerho 37                |
| JoTa Kajaani                    | 2:1                   | Kajaanin Palloilijat          |
| Kajaanin Haka                   | 5:0                   | Paltamon Jyry                 |
| Oulun Pallo-Pojat               | 1:1 n. V. (5:6 i. E.) | Iltatähti Oulu                |
| Pelimiehet Oulu                 | 0:1                   | Pateniemen Vesa               |
| Sinkki Sepot                    | 1:1 n. V. (4:5 i. E.) | Oulun Luistinseura            |
| Oulun Pallo-75                  | 7:1                   | Pudasjärven Urheilijat        |
| SK Unitas Helsinki              | 0:4                   | Lappfjärds BK                 |
| IK Kamp Närpiö                  | 3:1 n. V.             | Teuvan Pallo                  |
| Jurva-70 Jalkapallo             | 2:4                   | IF Närpes Kraft               |
| Karhu Kauhajoki                 | 2:6                   | Kaskö IK                      |
| Körsnas FF-75                   | 1:9                   | Vaasan Pallo-Veikot           |
| Akademisk Ball Club             | 2:6                   | Vaasan PS                     |
| TP-55 Seinäjoki                 | 2:7                   | Seinäjoen Sisu                |
| Malax IF                        | 3:2                   | Vörå IF                       |
| Tohloppin Tiikerit              | 5:1 n. V.             | Pyhäjärven Pohti              |
| Kannuksen Ura                   | kampflos 1            | Kållby UF                     |
| Petalax IK                      | 2:1                   | Vaasan Sport                  |
| Forsby BK                       | 0:4                   | Jakobstads BK                 |
| Reima Kokkla                    | 0:2                   | NoStars Kokkola               |
| Kokkolan Konkarit               | 2:3                   | Kokkolan Jymy                 |
| IK Myran Nedervetil             | 0:3                   | Kokkolan PS                   |
| Jakobstads Into                 | 1:0                   | IF Pedersöre Pojkarna         |

## 2. Runde
|                        | Ergebnis              |                             |
| ---------------------- | --------------------- | --------------------------- |
| BK-46 Karis            | 0:1 n. V.             | By Night Hanko              |
| Karkkilan Urheilijat   | 3:1                   | Lohjan Pallo                |
| Tuusulan Palloseura    | 0:1 n. V.             | Järvenpään PS               |
| Tikkurilan PS          | 1:0                   | Vantaan Pallo-70            |
| Porvoon Sakta Farten   | 1:0                   | Porvoon Weikot              |
| FC Kiffen 08 Helsinki  | 2:0                   | Pohjois-Haagan Urheilijat   |
| Keravan Pallo-75       | 4:2                   | Porvoon Akilles             |
| Team Grani Kauniainen  | 3:1                   | Peipparit Espoo             |
| Botnia Helsinki        | 0:8                   | Helsingin Palloseura        |
| Toukolan Teräs         | 0:3                   | IF Gnistan                  |
| FinnPa Helsinki        | 5:1                   | Katajanokan Urheilijat      |
| Kampin Pallo-50        | 7:1                   | Herttoniemen Toverit        |
| Meisseli Helsinki      | 3:3 n. V. (0:3 i. E.) | Makkabi Helsinki            |
| Malmin Palloseura      | 2:3                   | PK-35 Helsinki              |
| Töölön Vesa            | 0:2                   | Huopalahden Hurjat          |
| Puotinkylän Valtti     | 2:6                   | Käpylän Pallo               |
| Salon Vilpas           | 0:1                   | Turun Toverit               |
| Uudenkaupungin Roima   | 0:3                   | ÅIFK Turku                  |
| Hakrit Rauma           | 1:3                   | Musan Salama                |
| Porin Pallo-Toverit    | 2:0                   | Paliseor Rauma              |
| Veijarit Turku         | 0:1                   | Hirvensalon Heitto          |
| IFK Mariehamn          | 4:1                   | Östernäs IFK                |
| Mynämäen Pallo -53     | 1:2                   | Kaarinan Pojat              |
| Pargas IF              | 4:1                   | Raision Palloseura          |
| Viialan Peli-Veikot    | 4:0                   | Lahden Sampo                |
| Kissalan Pojat Tampere | 2:0                   | PP-70 Tampere               |
| Epilän Esa Tampere     | 0:1 n. V.             | Tampereen Kisa-Toverit      |
| RRR Tampere            | 3:1                   | Nokian Pyry JK              |
| Orimattilan Pedot      | 0:3                   | Tervakosken Pato            |
| Lahden Palloseura      | 5:1                   | Lahden Peli-Veikot          |
| Urjalan Palloseura     | 3:3 n. V. (1:3 i. E.) | PS-44 Valkeakoski           |
| Toijalan Pallo -49     | 0:0 n. V. (9:8 i. E.) | Hämeenlinnan Pallokerho     |
| Äänekosken Huima       | 6:3                   | Blue Eyes Jyväskylä         |
| Jämsän Pallo           | 0:3                   | Jyväskylän Palloilijat-77   |
| BK-48 Vaasa            | 4:5 n. V.             | Lapuan Virkiä               |
| Jänsänkosken Ilves     | 5:1                   | Mänttän Valo                |
| Savon Pallo            | 1:2                   | Warkauden Pallo -35         |
| Suonenjoen Pallo -52   | 1:3                   | Kuopion Elo                 |
| Karelian Pallo         | 3:1                   | Ilomantsin Pallo-75         |
| Joensuun Pelitoverit   | 9:0                   | Juuan Palloseura            |
| Ylämaan Pyrkijät       | 1:2                   | Simpeleen Urheilijat        |
| Joutsenon Kullervo     | 2:0                   | Estura Savonlinna           |
| Vaajakosken Pallo      | ?:?                   | Porrassalmen Urheilijat -62 |
| Palokan Riento         | 1:9                   | Suolahden Urho              |
| Kajastus Kapiainen     | 2:3                   | Sudet Kouvola               |
| Seiskat Lahti          | 1:2                   | Heinolan Palloilijat-47     |
| Mussalon Oras          | 0:4                   | Haminan Pallo-Kissat        |
| Loviisan Tor           | 2:1 n. V.             | Kotkan PS                   |
| Ihme Kemi              | 0:2                   | Karihaaran Tenho            |
| Kemin Palloseura       | 0:1                   | Kemin Into                  |
| Tornion Pallo -47      | 2:3 n. V.             | Rovaniemen Pallo            |
| Isokylän Pallo-Pojat   | 1:2                   | Rovaniemen Reipas           |
| Iisalmen Pallo-Veikot  | 1:2                   | Pallo-Kerho 37              |
| JoTa Kajaani           | 1:3                   | Kajaanin Haka               |
| Iltatähti Oulu         | 2:1 n. V.             | Pateniemen Vesa             |
| Oulun Luistinseura     | 7:0                   | Oulun Pallo-75              |
| Lappfjärds BK          | 4:1                   | IK Kamp Närpiö              |
| IF Närpes Kraft        | 2:0                   | Kaskö IK                    |
| Vaasan Pallo-Veikot    | kampflos 1            | Vaasan PS                   |
| Seinäjoen Sisu         | 1:0                   | Malax IF                    |
| Tohloppin Tiikerit     | 0:1                   | Kannuksen Ura               |
| Petalax IK             | 0:2                   | Jakobstads BK               |
| NoStars Kokkola        | 1:0                   | Kokkolan Jymy               |
| Kokkolan PS            | 4:0                   | Jakobstads Into             |

## 3. Runde
|                             | Ergebnis              |                           |
| --------------------------- | --------------------- | ------------------------- |
| By Night Hanko              | 2:4 n. V.             | Karkkilan Urheilijat      |
| Järvenpään PS               | 0:1                   | Tikkurilan PS             |
| Porvoon Sakta Farten        | 0:1                   | FC Kiffen 08 Helsinki     |
| Keravan Pallo-75            | 7:2                   | Team Grani Kauniainen     |
| Helsingin Palloseura        | 3:1                   | IF Gnistan                |
| FinnPa Helsinki             | 6:0                   | Kampin Pallo-50           |
| Makkabi Helsinki            | 1:2                   | PK-35 Helsinki            |
| Huopalahden Hurjat          | 1:2                   | Käpylän Pallo             |
| Turun Toverit               | 3:5                   | ÅIFK Turku                |
| Musan Salama                | 3:0                   | Porin Pallo-Toverit       |
| Hirvensalon Heitto          | 3:3 n. V. (3:4 i. E.) | IFK Mariehamn             |
| Kaarinan Pojat              | ?:?                   | Pargas IF                 |
| Viialan Peli-Veikot         | 1:3                   | Kissalan Pojat Tampere    |
| Tampereen Kisa-Toverit      | 1:3                   | RRR Tampere               |
| Tervakosken Pato            | 0:2 n. V.             | Lahden Palloseura         |
| PS-44 Valkeakoski           | 2:1 n. V.             | Toijalan Pallo -49        |
| Äänekosken Huima            | 3:4                   | Jyväskylän Palloilijat-77 |
| Lapuan Virkiä               | 1:4 n. V.             | Jänsänkosken Ilves        |
| Warkauden Pallo -35         | 0:1                   | Kuopion Elo               |
| Karelian Pallo              | 3:1 n. V.             | Joensuun Pelitoverit      |
| Simpeleen Urheilijat        | 1:0                   | Joutsenon Kullervo        |
| Porrassalmen Urheilijat -62 | 2:1                   | Suolahden Urho            |
| Sudet Kouvola               | 3:0                   | Heinolan Palloilijat-47   |
| Haminan Pallo-Kissat        | 3:0                   | Loviisan Tor              |
| Karihaaran Tenho            | 2:2 n. V. (2:4 i. E.) | Kemin Into                |
| Rovaniemen Pallo            | 2:3 n. V.             | Rovaniemen Reipas         |
| Pallo-Kerho 37              | 1:2                   | Kajaanin Haka             |
| Iltatähti Oulu              | 1:2                   | Oulun Luistinseura        |
| Lappfjärds BK               | 1:3 n. V.             | IF Närpes Kraft           |
| Vaasan Pallo-Veikot         | 1:2                   | Seinäjoen Sisu            |
| Kannuksen Ura               | 2:2 n. V. (6:7 i. E.) | Jakobstads BK             |
| NoStars Kokkola             | 1:2                   | Kokkolan PS               |

## 4. Runde
|                           | Ergebnis   |                             |
| ------------------------- | ---------- | --------------------------- |
| Karkkilan Urheilijat      | 3:1        | Tikkurilan PS               |
| FC Kiffen 08 Helsinki     | 7:1        | Keravan Pallo-75            |
| Helsingin Palloseura      | 0:3        | FinnPa Helsinki             |
| PK-35 Helsinki            | 0:2        | Käpylän Pallo               |
| ÅIFK Turku                | 2:1        | Musan Salama                |
| IFK Mariehamn             | kampflos 1 | Pargas IF                   |
| Kissalan Pojat Tampere    | 1:2        | RRR Tampere                 |
| Lahden Palloseura         | 2:0        | PS-44 Valkeakoski           |
| Jyväskylän Palloilijat-77 | 1:3        | Jänsänkosken Ilves          |
| Kuopion Elo               | 2:1        | Karelian Pallo              |
| Simpeleen Urheilijat      | 0:3        | Porrassalmen Urheilijat -62 |
| Sudet Kouvola             | 5:0        | Haminan Pallo-Kissat        |
| Kemin Into                | 1:2        | Rovaniemen Reipas           |
| Kajaanin Haka             | 1:0        | Oulun Luistinseura          |
| IF Närpes Kraft           | 5:1        | Seinäjoen Sisu              |
| Jakobstads BK             | 1:5        | Kokkolan PS                 |

## 5. Runde
|                             | Ergebnis              |                       |
| --------------------------- | --------------------- | --------------------- |
| Karkkilan Urheilijat        | 4:1                   | FC Kiffen 08 Helsinki |
| FinnPa Helsinki             | 4:1                   | Käpylän Pallo         |
| ÅIFK Turku                  | 0:5                   | IFK Mariehamn         |
| RRR Tampere                 | 1:3                   | Lahden Palloseura     |
| Jänsänkosken Ilves          | 1:2                   | Kuopion Elo           |
| Porrassalmen Urheilijat -62 | 4:2                   | Sudet Kouvola         |
| Rovaniemen Reipas           | 0:1                   | Kajaanin Haka         |
| IF Närpes Kraft             | 1:1 n. V. (4:2 i. E.) | Kokkolan PS           |

## 6. Runde
|                      | Ergebnis |                             |
| -------------------- | -------- | --------------------------- |
| Karkkilan Urheilijat | ?:?      | FinnPa Helsinki             |
| IFK Mariehamn        | ?:?      | Lahden Palloseura           |
| Kuopion Elo          | ?:?      | Porrassalmen Urheilijat -62 |
| Kajaanin Haka        | ?:?      | IF Närpes Kraft             |

## 7. Runde
Die Sieger der 1. Runde zwischen den Teams der Mestaruussarja und I divisioona stiegen in dieser Runde wieder ein.
|                            | Ergebnis              |                      |
| -------------------------- | --------------------- | -------------------- |
| Kuusysi Lahti              | 0:2                   | HJK Helsinki         |
| Sepsi-78 Seinäjoki         | 1:4                   | Kajaanin Haka        |
| Kuopion Elo                | 1:1 n. V. (4:3 i. E.) | Lahden Palloseura    |
| Ilves Tampere              | 0:0 n. V. (2:3 i. E.) | Haka Valkeakoski     |
| Kotkan Työväen Palloilijat | 2:0                   | FinnPa Helsinki      |
| Vasa IFK                   | 1:2                   | Turku PS             |
| Rovaniemi PS               | 4:1                   | Mikkelin Palloilijat |
| Kuopion Pallotoverit       | 2:1                   | FF Jaro              |

## Viertelfinale
|                            | Ergebnis  |                      |
| -------------------------- | --------- | -------------------- |
| HJK Helsinki               | 4:1       | Kajaanin Haka        |
| Kuopion Elo                | 2:3 n. V. | Haka Valkeakoski     |
| Kotkan Työväen Palloilijat | 2:1       | Turku PS             |
| Rovaniemi PS               | 1:4       | Kuopion Pallotoverit |

## Halbfinale
|                            | Ergebnis |                      |
| -------------------------- | -------- | -------------------- |
| HJK Helsinki               | 1:3      | Haka Valkeakoski     |
| Kotkan Työväen Palloilijat | 3:1      | Kuopion Pallotoverit |

## Finale
| Paarung                    | Haka Valkeakoski – Kotkan Työväen Palloilijat |
| Ergebnis                   | 2:3 (2:1) |
| Datum                      | 19. Oktober 1980 um 14:00 Uhr (13:00 Uhr MEZ) |
| Stadion                    | Olympiastadion, Helsinki |
| Zuschauer                  | 7.039 |
| Schiedsrichter             | Arto Ravander |
| Tore                       | 1:0 Hannu Tuomimäki 1:1 Markku Eronen (38.) 2:1 Juha Helin (45.) 2:2 Arto Tolsa (75.) 2:3 Arto Tolsa (88.)                                                                                            |
| Kotkan Työväen Palloilijat | Eingesetzte Spieler: Jouko Kataja – Kari Bergqvist, Kalevi Eriksson, Arto Tolsa, Jouko Suuronen, Markku Eronen, Oiva Ukkonen, Heikki Immonen, Ari Tissari, Juha Vehviläinen, Ari Alila, Vesa Nironen. |